# デビッド・ライト (野球)

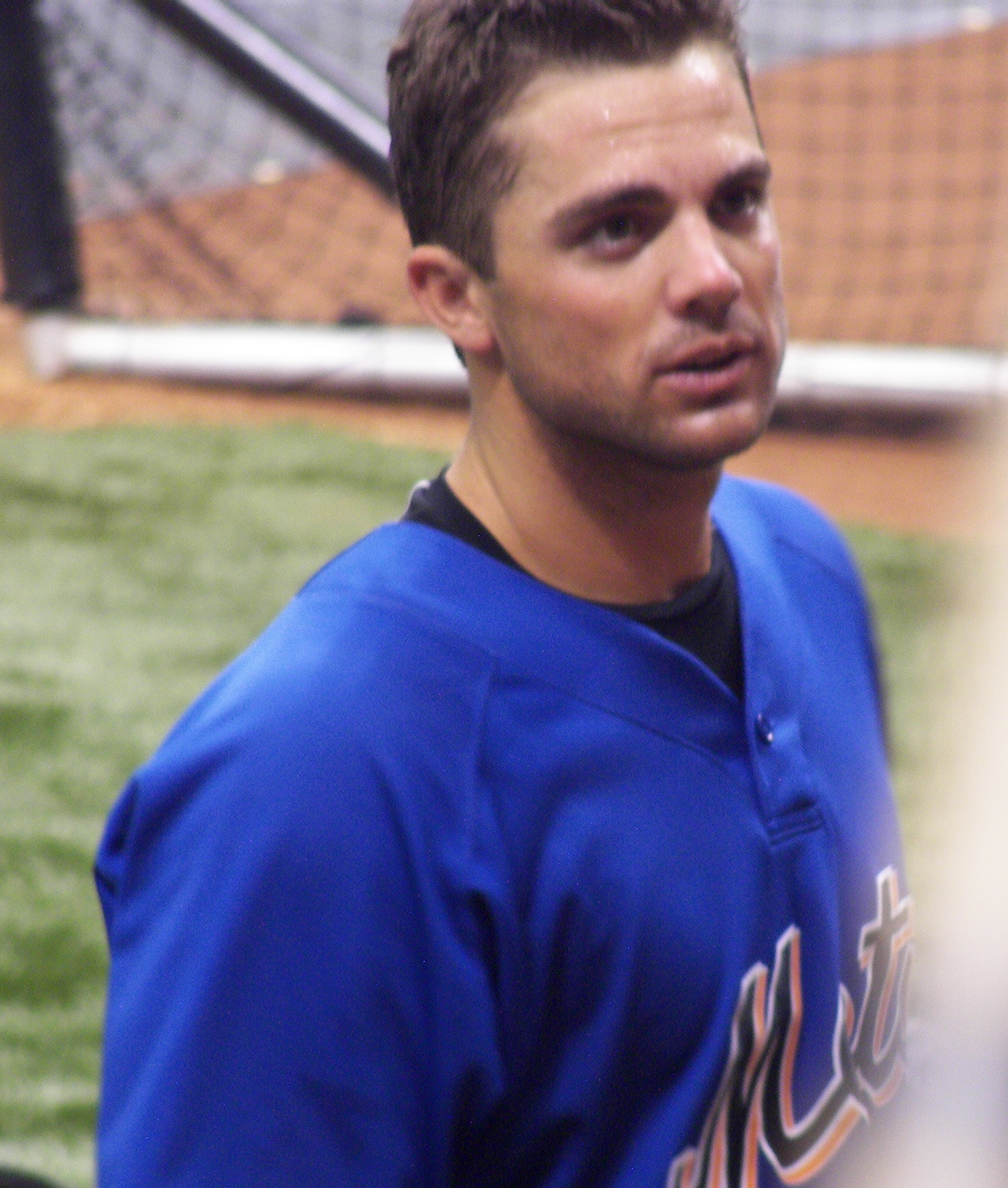
ルックスの良さから女性ファンの人気も高い

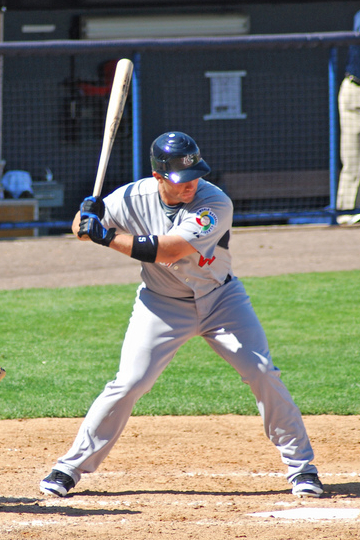
WBCアメリカ合衆国の一員として打席に立つ

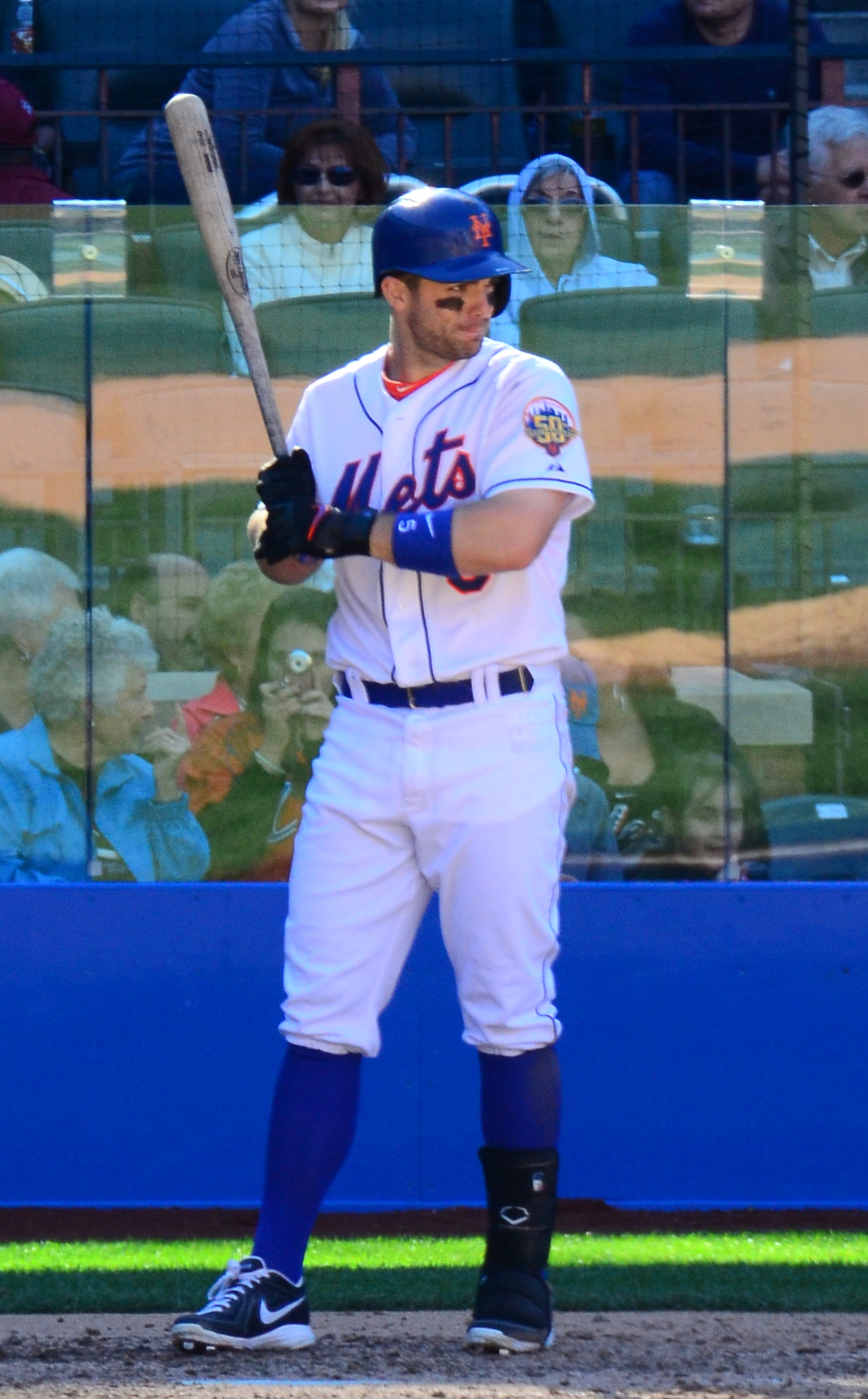
2012年9月23日

デビッド・アレン・ライト（David Allen Wright, 1982年12月20日 - ）は、アメリカ合衆国バージニア州ノーフォーク出身の元プロ野球選手（三塁手）。右投右打。現在は、MLBのニューヨーク・メッツのスペシャル・アドバイザーを務める。デビューから引退までメッツ一筋のフランチャイズプレイヤーである。MLB・ニューヨーク・メッツの第4代主将。背番号は「5」

## 経歴

### プロ入り前
1982年12月20日、バージニア州ノーフォークで誕生。彼は長男で、下に弟が3人いる。警察官の父ロンは厳格な人物で、ライトたち兄弟は厳しい規律の下で育てられた。父は彼らに「"スポーツマンシップ" と "相手に対するリスペクト" を持った上で、常に競争すること」を教えたという。少年時代のライトの憧れの野球選手はスコット・ローレンだった。
1992年、地元バージニア州にアマチュア運動連合の少年野球チーム "バージニア・ブラスターズ" と "タイドウォーター・ドリラーズ" が結成されると、ライトはブラスターズに入団。ブラスターズにはライトの他にもB.J.とジャスティンのアップトン兄弟やマイケル・カダイアーが、ドリラーズにはライアン・ジマーマンがそれぞれ所属していたほか、マーク・レイノルズも所属チームを定めずどちらのチームにも参加するなど、後のメジャーリーガーがこの地域に多く揃っていた。同州チェサピークのヒッコリー高等学校に進学したライトは、そこで全ての授業が午前中に終わるよう時間割を組み、午後は野球の練習に時間を費やす生活を送る。

### プロ入りとメッツ時代
2001年のMLBドラフト1巡目追補（全体38位）でニューヨーク・メッツに指名され、契約した。
2004年には招待選手としてメジャーのスプリングトレーニングに参加。日本プロ野球・西武ライオンズからメッツへ入団した松井稼頭央の練習パートナーも務めている。その後、シーズン開幕をAA級ビンガムトン・メッツで迎えたライトは60試合に出場、打率.363・10本塁打・20盗塁・OPS1.086を記録し、6月中旬にはAAA級ノーフォーク・タイズへ昇格。7月11日に開催されるマイナーリーグのオールスター "フューチャーズゲーム" にも選出された。この年不振に陥っていたメッツは、フューチャーズゲーム終了後にライトをメジャーへ昇格させた。この昇格についてメッツのジム・デュケットGM（当時）は「ウチのマイナー組織で最高の素材ではあっても、まさか今年メジャーでプレーできるようになるとは思わなかった」とコメントしている。7月21日のモントリオール・エクスポズ戦でメジャーデビュー。69試合に出場し打率.293、14本塁打、40打点という成績を残す。
2005年には正三塁手の座をつかんだ。7月半ばには打順が5番でほぼ固定され、160試合出場で打率.306、27本塁打、102打点を記録。フルシーズン1年目で立派に中軸打者としての責任を果たした。その一方で、守備ではリーグ三塁手最多タイの24失策を記録している。
2006年になると、ファンは開幕からライトに "MVP" コールを送るようになっていた。ライトもその期待に応え、116打点（リーグ7位・チーム最多タイ）・得点圏打率.365・満塁本塁打2本・サヨナラヒット4本など、クラッチヒッター（チャンスに強い打者）として活躍した。オールスターにもファン投票選出で初出場し、試合前日の本塁打競争ではライアン・ハワード（フィラデルフィア・フィリーズ）に次いで準優勝、試合では6番・三塁で先発出場し、ケニー・ロジャース（デトロイト・タイガース）から本塁打を放った。ライトらの活躍でメッツは18年ぶりの地区優勝。セントルイス・カージナルスにリーグ優勝決定戦で敗れワールドシリーズ出場はならず、ライト自身も有力候補に挙がっていたMVP投票で9位に終わったが、メジャーを代表するスター選手として評価を上げた。また8月には、2007年からの6年総額5,500万ドル（7年目は球団のオプションで1,600万ドル）の長期契約をメッツと結んでいる。
2007年は196安打（リーグ4位）・打率.325（同7位）に加え、史上29人目・49度目の30本塁打・30盗塁を達成。オールスターにも2年連続でファン投票で選出され、シーズン終了後にはシルバースラッガー賞とゴールドグラブ賞をダブル受賞、MVPの投票では4位となった。しかしチーム自体はシーズン終盤の20試合で5連敗を2度喫するなど失速、最終戦でフィリーズに順位を逆転されてポストシーズン進出を逃した。
2008年もチームの中心選手として160試合に出場。自己ベストとなる33本塁打・124打点を記録し、リーグで唯一3割・30本塁打・120打点を達成。守備面ではメジャーデビュー以来で最高の守備率.962を記録した。その一方で、2005年の規定打席到達以降で打率と盗塁数は自己最低の数字にとどまったうえ、得点圏打率.243は前年より6分以上低下したため、メディアやファンから批判されることもあった。
2009年は、多い月でも月間2本塁打にとどまり、最終的にはメジャーデビュー以降自己最小の10本塁打に終わった。また、二塁打は規定打席に到達したシーズンとしては初めて40本を下回ったシーズンとなった。打点も同じく、規定打席到達年としては自身初の100打点以下のシーズンとなった。また、三振140は自己ワーストの数字。一方で、27盗塁は自己2位となる数字であり、打率も.307という数値を記録し、レギュラー定着以降5年連続で.300以上の打率を残した。
2010年は157試合に出場し、打率.283、29本塁打、103打点、19盗塁という成績を記録。6年連続の打率.300こそならなかったが、本塁打は30本近くまで増加し、打点も2年ぶり5度目の100打点以上の数字となった。2009年に低調だった成績が向上した理由は、メッツの新たな本拠地であるシティ・フィールドでどのようにプレーすれば良いかが分かった事が大きいとされている。2010年、ライトはホームで打率.288・12本塁打・45打点・15二塁打・45四球・出塁率.383であったのに対し、ロードでは打率.278・17本塁打・51打点・21二塁打・24四球・出塁率.326という成績を残した。ホームでの打率・四球・出塁率・OPSはロードでの数字より高く、逆にそれらの数字いずれもが低いロードでは、本塁打と二塁打を合わせて38本放ち（ホームでの合計は27本）、ホームより多い51打点を記録している。これは、本塁打の出にくい本拠地での試合は出塁を重視し、逆にロードでの試合では長打を狙っていた結果、長打・打点の数がホームよりも多くなった、というものである。また、トータルでは打率が低下した事に加え、自己最多且つ出場試合数を超える三振161個を記録した。三振の数が出場試合数を超えたのは、ライトのキャリアで初めての事である。また、走塁面で記録した19盗塁という数字は、2年ぶりに20を下回る数字であったが、盗塁死も11個あった為、盗塁成功率は63％だった。
2011年は怪我などで14本塁打、61打点に留まった。
2012年は3シーズンぶりの打率3割を達成。2013年限りでFAとなるため去就が注目されたが、シーズン終了後の11月30日に7年総額1億2200万ドルでメッツとの契約を延長した。2013年の1600万ドルのオプションも含めれば8年総額1億3800万ドルとなり、ヨハン・サンタナの6年1億3750万ドルを上回る球団史上最高額での契約となる。
2013年は2年連続でオールスターに選出された。しかし、8月のカンザスシティ・ロイヤルズ戦で走塁中に肉離れを起こし、故障者リスト入りした。この影響もあって112試合の出場に留まり、規定打席到達を逃したが、打率.307、18本塁打、58打点、17盗塁だった。
2014年は134試合に出場し、2年ぶりに規定打席に達した。しかし、8月に肩を痛めてから調子を落とし、最終的には本塁打と盗塁が共に8に終わった。
2015年は故障の影響で38試合の出場に留まり、打率.289、5本塁打、17打点に終わった。
2016年6月3日、頸椎ヘルニアで15日間の故障者リスト入りとなり、戦列復帰まで6～8週間となった。最終的に37試合の出場に留まり、打率.226、7本塁打、14打点、3盗塁に終わった。
2018年、開幕前から再検査を受け、復帰に2ヶ月かかると診断された。9月13日に大リーグ公式サイトが「9月29日のマイアミ・マーリンズ戦を最後にプレーしない」と伝えた。9月29日のマーリンズ戦では「3番・三塁手」で先発出場し、1打席無安打1四球だった。4回にベンチに退く際は観客からスタンディングオベーションを受けた。

### 引退後
2019年からはニューヨーク・メッツのスペシャルアドバイザーを務める。
2024年12月14日にライトのメッツ球団殿堂入りと背番号「5」の永久欠番制定が発表され、記念式典が2025年7月19日のレッズ戦で開催されることが告知された。

## 代表経歴
2009年開幕前の3月に開催された第2回ワールド・ベースボール・クラシックのアメリカ合衆国代表に選出された。同大会では足の親指の爪を剥がす怪我を負いながらもクリーンナップの一角として活躍。敗者復活のプエルトリコ戦ではサヨナラ打、準決勝の日本戦では一時勝ち越しとなるタイムリーを松坂大輔から記録したが、チームは準決勝敗退に終わった。
2013年開幕前の2月27日に第3回ワールド・ベースボール・クラシックのアメリカ合衆国代表に選出され、2大会連続2度目の選出となった。同大会では打率.438・10打点 (大会最多) を記録し、打線を牽引した。

## 人物
現代のMLBでは数少ないフランチャイズ・プレイヤーであり地元ニューヨークでは人気が高い。現役時代はメッツで主将を務めていた。

## 詳細情報

### 年度別打撃成績
| 年 度     | 球 団     | 試 合 | 打 席 | 打 数 | 得 点 | 安 打 | 二 塁 打 | 三 塁 打 | 本 塁 打 | 塁 打 | 打 点 | 盗 塁 | 盗 塁 死 | 犠 打 | 犠 飛 | 四 球 | 敬 遠 | 死 球 | 三 振 | 併 殺 打 | 打 率 | 出 塁 率 | 長 打 率 | O P S |
| --------- | --------- | ----- | ----- | ----- | ----- | ----- | -------- | -------- | -------- | ----- | ----- | ----- | -------- | ----- | ----- | ----- | ----- | ----- | ----- | -------- | ----- | -------- | -------- | ----- |
| 2004      | NYM       | 69    | 283   | 263   | 41    | 77    | 17       | 1        | 14       | 138   | 40    | 6     | 0        | 0     | 3     | 14    | 0     | 3     | 40    | 7        | .293  | .332     | .525     | .857  |
| 2005      | NYM       | 160   | 657   | 575   | 99    | 176   | 42       | 1        | 27       | 301   | 102   | 17    | 7        | 0     | 3     | 72    | 2     | 7     | 113   | 16       | .306  | .388     | .523     | .912  |
| 2006      | NYM       | 154   | 661   | 582   | 96    | 181   | 40       | 5        | 26       | 309   | 116   | 20    | 5        | 0     | 8     | 66    | 13    | 5     | 113   | 15       | .311  | .381     | .531     | .912  |
| 2007      | NYM       | 160   | 711   | 604   | 113   | 196   | 42       | 1        | 30       | 330   | 107   | 34    | 5        | 0     | 7     | 94    | 6     | 6     | 115   | 14       | .325  | .416     | .546     | .963  |
| 2008      | NYM       | 160   | 736   | 626   | 115   | 189   | 42       | 2        | 33       | 334   | 124   | 15    | 5        | 0     | 11    | 94    | 5     | 4     | 118   | 15       | .302  | .390     | .534     | .924  |
| 2009      | NYM       | 144   | 618   | 535   | 88    | 164   | 39       | 3        | 10       | 239   | 72    | 27    | 9        | 0     | 6     | 74    | 8     | 3     | 140   | 16       | .307  | .390     | .447     | .837  |
| 2010      | NYM       | 157   | 670   | 587   | 87    | 166   | 36       | 3        | 29       | 295   | 103   | 19    | 11       | 0     | 12    | 69    | 9     | 2     | 161   | 12       | .283  | .354     | .503     | .856  |
| 2011      | NYM       | 102   | 447   | 389   | 60    | 99    | 23       | 1        | 14       | 166   | 61    | 13    | 2        | 0     | 3     | 52    | 4     | 3     | 97    | 5        | .254  | .345     | .427     | .771  |
| 2012      | NYM       | 156   | 670   | 581   | 91    | 178   | 41       | 2        | 21       | 286   | 93    | 15    | 10       | 0     | 5     | 81    | 16    | 3     | 112   | 15       | .306  | .391     | .492     | .883  |
| 2013      | NYM       | 112   | 492   | 430   | 63    | 132   | 23       | 6        | 18       | 221   | 58    | 17    | 3        | 0     | 2     | 55    | 5     | 5     | 79    | 11       | .307  | .390     | .514     | .904  |
| 2014      | NYM       | 134   | 586   | 535   | 54    | 144   | 30       | 1        | 8        | 200   | 63    | 8     | 5        | 0     | 5     | 42    | 5     | 4     | 113   | 22       | .269  | .324     | .374     | .698  |
| 2015      | NYM       | 38    | 174   | 152   | 24    | 44    | 7        | 0        | 5        | 66    | 17    | 2     | 1        | 0     | 0     | 22    | 0     | 0     | 36    | 4        | .289  | .379     | .434     | .814  |
| 2016      | NYM       | 37    | 164   | 137   | 18    | 31    | 8        | 0        | 7        | 60    | 14    | 3     | 2        | 0     | 0     | 26    | 0     | 0     | 55    | 0        | .226  | .350     | .438     | .788  |
| 2018      | NYM       | 2     | 3     | 2     | 0     | 0     | 0        | 0        | 0        | 0     | 0     | 0     | 0        | 0     | 1     | 0     | 0     | 0     | 0     | 0        | .000  | .333     | .000     | .333  |
| MLB：14年 | MLB：14年 | 1585  | 6872  | 5998  | 949   | 1777  | 390      | 26       | 242      | 2945  | 970   | 196   | 65       | 0     | 65    | 762   | 73    | 45    | 1292  | 152      | .296  | .376     | .491     | .867  |

- 各年度の太字はリーグ最高

### WBCでの打撃成績
| 年 度 | 代 表          | 試 合 | 打 席 | 打 数 | 得 点 | 安 打 | 二 塁 打 | 三 塁 打 | 本 塁 打 | 塁 打 | 打 点 | 盗 塁 | 盗 塁 死 | 犠 飛 | 四 球 | 敬 遠 | 死 球 | 三 振 | 併 殺 打 | 打 率 | 出 塁 率 | 長 打 率 |
| ----- | -------------- | ----- | ----- | ----- | ----- | ----- | -------- | -------- | -------- | ----- | ----- | ----- | -------- | ----- | ----- | ----- | ----- | ----- | -------- | ----- | -------- | -------- |
| 2009  | アメリカ合衆国 | 8     | 36    | 32    | 3     | 9     | 1        | 0        | 0        | 10    | 5     | 1     | 0        | 1     | 3     | 0     | 0     | 8     | 0        | .281  | .333     | .313     |
| 2013  | アメリカ合衆国 | 4     | 19    | 16    | 4     | 7     | 2        | 0        | 1        | 12    | 10    | 0     | 0        | 1     | 3     | 0     | 0     | 0     | 1        | .438  | .526     | .750     |

### 年度別守備成績
| 年 度 | 球 団 | 三塁（3B） | 三塁（3B） | 三塁（3B） | 三塁（3B） | 三塁（3B） | 三塁（3B） | 遊撃（SS） | 遊撃（SS） | 遊撃（SS） | 遊撃（SS） | 遊撃（SS） | 遊撃（SS） |
| 年 度 | 球 団 | 試 合      | 刺 殺      | 補 殺      | 失 策      | 併 殺      | 守 備 率   | 試 合      | 刺 殺      | 補 殺      | 失 策      | 併 殺      | 守 備 率   |
| ----- | ----- | ---------- | ---------- | ---------- | ---------- | ---------- | ---------- | ---------- | ---------- | ---------- | ---------- | ---------- | ---------- |
| 2004  | NYM   | 69         | 39         | 140        | 11         | 10         | .942       | -          | -          | -          | -          | -          | -          |
| 2005  | NYM   | 160        | 101        | 336        | 24         | 23         | .948       | -          | -          | -          | -          | -          | -          |
| 2006  | NYM   | 153        | 107        | 288        | 19         | 31         | .954       | -          | -          | -          | -          | -          | -          |
| 2007  | NYM   | 159        | 107        | 324        | 21         | 24         | .954       | -          | -          | -          | -          | -          | -          |
| 2008  | NYM   | 159        | 114        | 286        | 16         | 21         | .962       | -          | -          | -          | -          | -          | -          |
| 2009  | NYM   | 142        | 119        | 224        | 18         | 19         | .950       | -          | -          | -          | -          | -          | -          |
| 2010  | NYM   | 155        | 110        | 321        | 20         | 34         | .956       | -          | -          | -          | -          | -          | -          |
| 2011  | NYM   | 101        | 68         | 180        | 19         | 9          | .929       | 1          | 1          | 0          | 0          | 0          | 1.000      |
| 2012  | NYM   | 155        | 107        | 267        | 10         | 20         | .974       | 1          | 0          | 2          | 0          | 0          | 1.000      |
| 2013  | NYM   | 111        | 86         | 235        | 9          | 180        | .973       | -          | -          | -          | -          | -          | -          |
| 2014  | NYM   | 133        | 83         | 231        | 15         | 21         | .954       | -          | -          | -          | -          | -          | -          |
| 2015  | NYM   | 38         | 23         | 55         | 4          | 2          | .951       | -          | -          | -          | -          | -          | -          |
| 2016  | NYM   | 36         | 23         | 58         | 4          | 5          | .953       | -          | -          | -          | -          | -          | -          |
| 2018  | NYM   | 1          | 0          | 1          | 0          | 0          | 1.000      | -          | -          | -          | -          | -          | -          |
| MLB   | MLB   | 1572       | 1087       | 2946       | 190        | 237        | .955       | 2          | 1          | 2          | 0          | 0          | 1.000      |

- 太字年はゴールドグラブ賞受賞年

### 表彰
MLB
- シルバースラッガー賞：2回（2007年 - 2008年）
- ゴールドグラブ賞：2回（2007年 - 2008年）
- プレイヤー・オブ・ザ・マンス：2回（2006年6月、2010年6月)
- プレイヤー・オブ・ザ・ウィーク：3回（2005年8月22日 - 8月28日、2006年6月12日 - 6月18日、2011年8月29日 - 9月4日）

国際大会
- WBCベストナイン： (2013年)

### 記録
MiLB
- オールスター・フューチャーズゲーム選出：1回（2004年）

MLB
- MLBオールスターゲーム選出：7回（2006年 - 2010年、2012年 - 2013年）
- シーズン30本塁打30盗塁：1回（2007年）

### 背番号
- 5（2004年 - 2018年）

### 代表歴
- 2009 ワールド・ベースボール・クラシック・アメリカ合衆国代表
- 2013 ワールド・ベースボール・クラシック・アメリカ合衆国代表